# Akinetón Retard
Akinetón Retard — чилийский музыкальный коллектив, играющий прогрессивную рок-музыку. Музыку коллектива сравнивают с такими течениями внутри прог-рока, как RIO, zeuhl, кентербери. При этом отмечается[кем?], что коллектив нашёл своё неповторимое звучание, в котором присутствуют саксофон, кларнет наряду с гитарой, бас-гитарой и ударными.
Название позаимствовано у лекарства, используемого при болезни Паркинсона.

## Состав
- Тандераль Анфурнес (Tanderal Anfurness (García-Huidobro)) — электрогитара, вокал
- Эстратос Акриас (Estratos Akrias (Arias)) — сопрано- и тенор-саксофоны, вокал
- Большек Традиб (Bolshek Tradib (Bidart)) — ударные, вокал
- Лектра Сельдрей (Lectra Celdrej (Jeldres)) — бас-гитара
- Эден Оксаррак (Edén Ocsarrak (Carrasco)) — альт- и тенор-саксофоны, вокал

## Дискография
- 1999 — Akinetón Retard
- 2001 — Akranania
- 2003 — 21 Canapés
- 2004 — Akinetón Ao Vivo
- 2006 — Cadencia Urmana